# Masegno

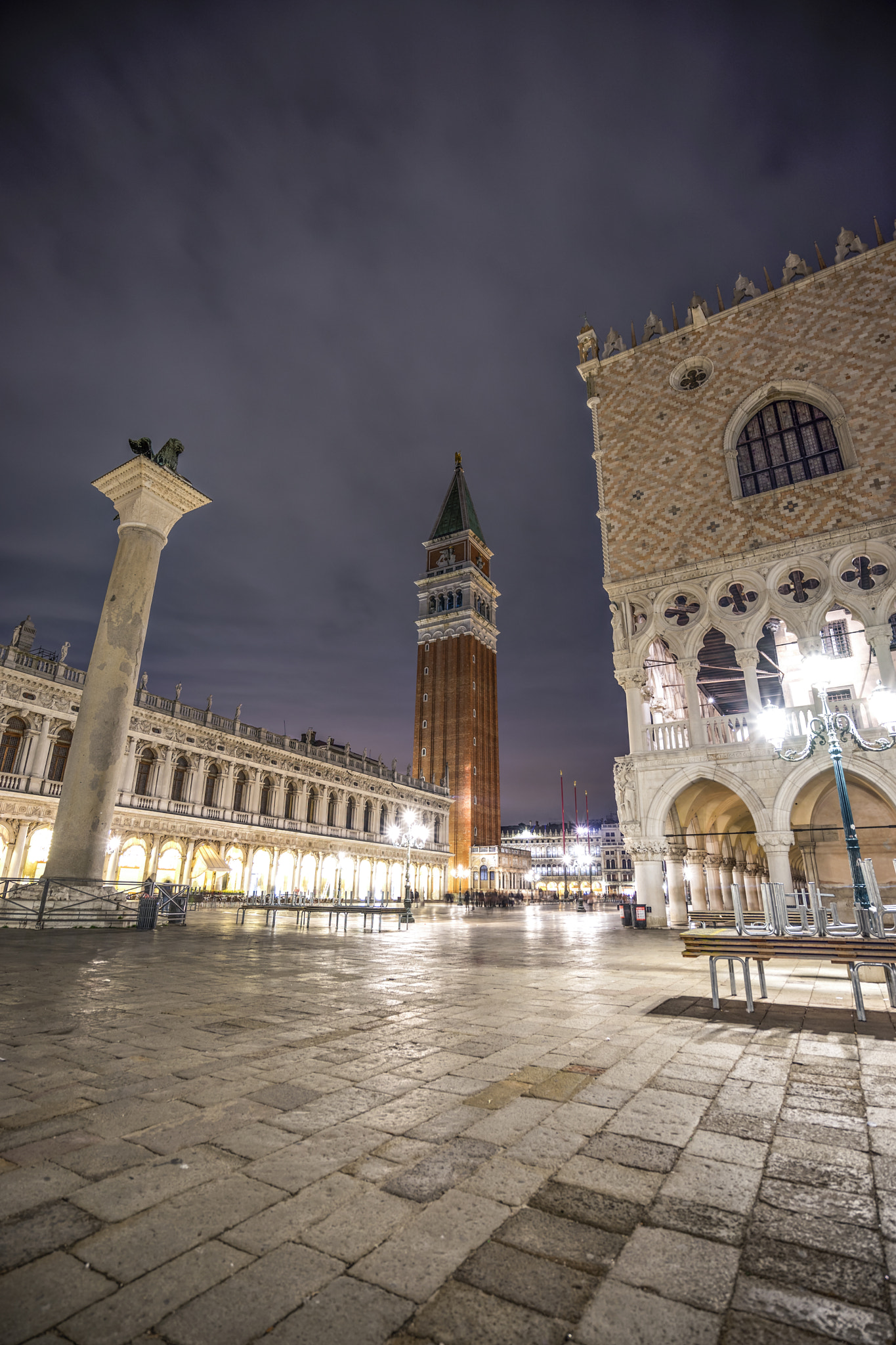
La pavimentazione di piazza San Marco è fatta con i caratteristici masegni

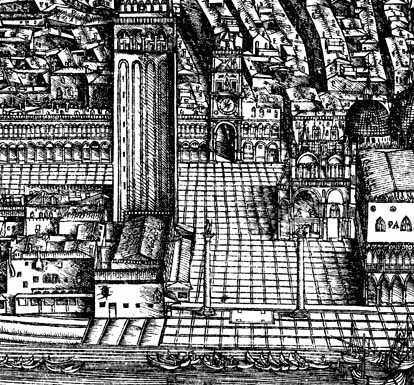
De Barbari, Pianta di Venezia, 1500, particolare

Il termine masegno (o maxegno, masegna) in veneziano indica un blocco di pietra squadrato utilizzato nella pavimentazione delle strade. Il vocabolo corrisponde all'italiano "macigno".
Insieme ai nizioleti, i masegni sono una peculiarità della viabilità terrestre di Venezia.

## Storia

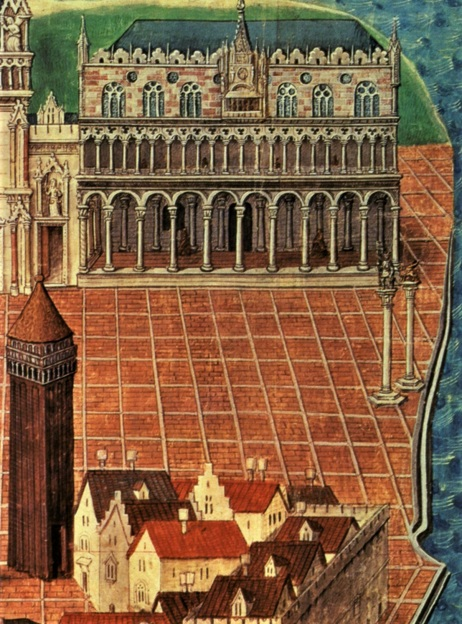
San Marco pavimentazione in cotto

I campi di Venezia erano in terra battuta con erba e vi pascolavano le mucche ed altri animali. In seguito (se ne ha notizia nel 1264) vennero pavimentati con mattoni in cotto a spina di pesce con riquadri in pietra d’Istria o in cortelo. Nella pianta del Barbari del 1500 si può vedere tale pavimentazione nei campi principali. 
La pavimentazione si rese necessaria quando nei vari campi furono costruiti i pozzi che raccoglievano l’acqua piovana. A Venezia tutti gli ampi spazi che si trovano tra i palazzi si chiamano campi in ricordo della loro origine. C’è una sola piazza ed è la Piazza San Marco, centro del potere politico e religioso della città.

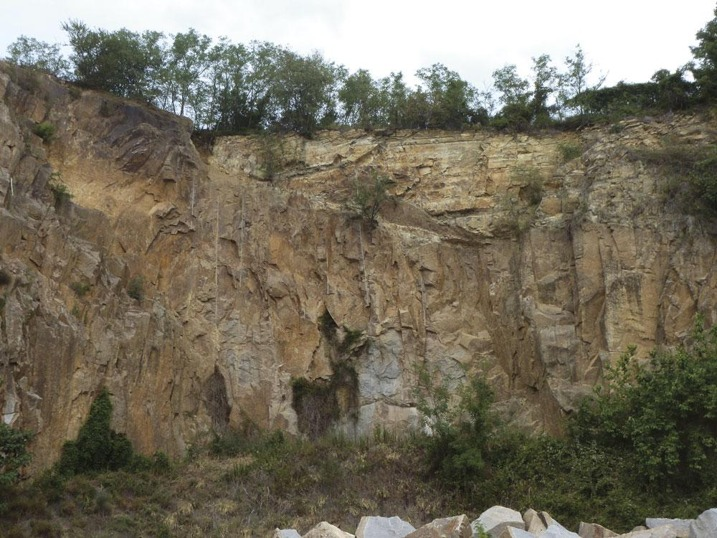
Cava di trachite

La pavimentazione in cotto ebbe una breve durata perché si usurava facilmente. Nel 1676 per opera del Proveditor de Comun Antonio Grimani si cominciò a pavimentare le strade con un materiale più resistente: i masegni, lavorati a mano, di trachite pura che veniva estratta dai Colli Euganei. Si usavano anche dei masegni di trachite mista a porfido che venivano lavorati a macchina, e quindi meno costosi, chiamati salizoni. 
La trachite è una pietra di natura effusiva, quindi di origine vulcanica, che si trova in Veneto, nei Colli Euganei. A differenza del porfido non si tratta di colate laviche ma di magma vulcanico spinto in superficie in enormi quantità e poi raffreddatasi lentamente, senza aver dato luogo a colate. La struttura della trachite è simile a quella dei graniti, si presenta composta di micro-cristalli che conferiscono alle lastre di trachite doti di resistenza meccanica elevatissima, ma, rispetto ai graniti, è di più facile lavorabilità e ha un colore perfetto per essere utilizzata come pavimento esterno. 
I massi usati per la pavimentazione erano larghi 30-35 cm e lunghi 50-70 e avevano una base appuntita, spessa 10-15 cm, che veniva pressata sul terreno con dei battipali. Per evitare che la superficie del masegno fosse scivolosa questa veniva martellinata. Furono selciate con i masegni dapprima le strade principali che vennero chiamate salizada (selciata).
Le calli chiamate "salizade" traggono il loro nome dal fatto che furono le prime ad essere pavimentate, perché costituivano i percorsi pedonali principali o gli assi delle singole insulae. Col passare del tempo, nella città si procedette alla progressiva pavimentazione di tutti gli spazi in sequenza gerarchica. Prima dunque i percorsi principali nei campi, le salizade, i campi e le piazze più importanti, le fondamenta più utilizzate per l'attracco delle imbarcazioni o per il commercio ed i percorsi di accesso alle chiese dai canali.
La strada delle Mercerie (Marzarie) fu tra le prime ad essere lastricata nel secolo XIII e il lungo percorso che da San Salvador arriva in piazza San Marco si suddivide in cinque tratti denominati Marzaria 2 aprile, di San Salvador, del Capitello, di San Zulian e dell'Orologio.
Oggi per la posa dei masegni non si trovano più masegnanti e si fa ricorso sempre più ad operai stranieri che non conoscono le tecniche che da secoli venivano usate a Venezia. Invece dei tradizionali masegni spessi 10-15 centimetri con una base piramidale che veniva infissa nel terreno con l’uso di un battipalo, che non si trovano più perché le cave dei Colli Euganei sono esaurite, ora si usano dei tavolati spessi 3-5 centimetri che vengono posati su una strato di sabbia. Questo rinterro diventa pericoloso, perché il sottosuolo è continuamente dilavato dall’azione della marea che col suo ritmico e costante crescere e decrescere vuota, trascina via con sé gli inerti più sottili attraverso i più piccoli fori nei muri di sponda o ancor più attraverso le fessure nei collettori, dando origine nel tempo a pericolose cavità nel sottosuolo, con conseguenti cedimenti della sovrastante pavimentazione.

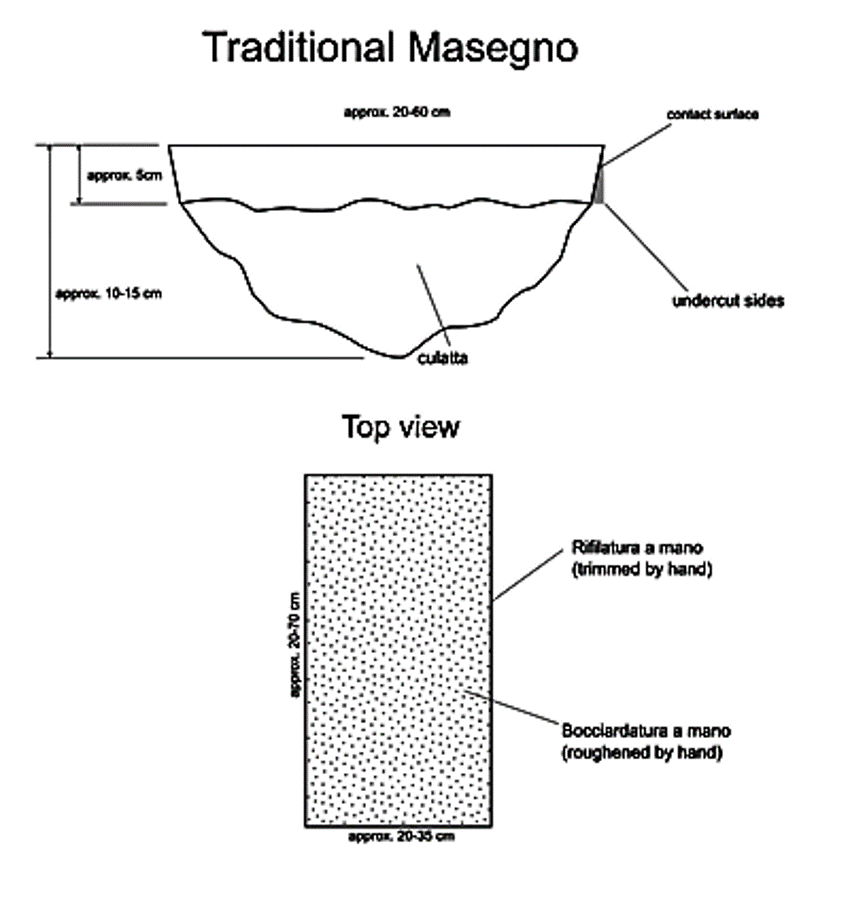
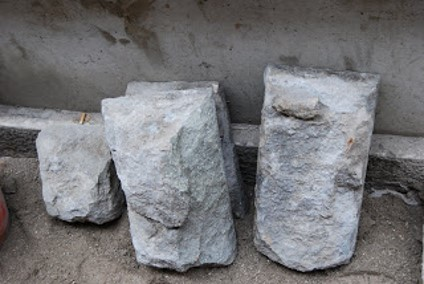
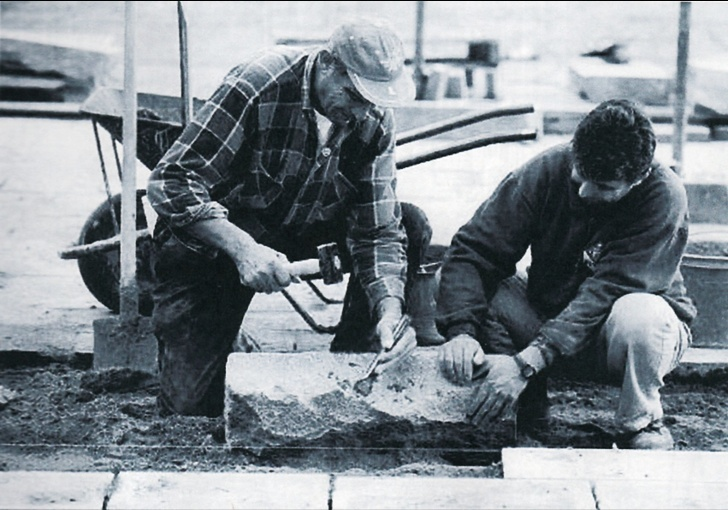
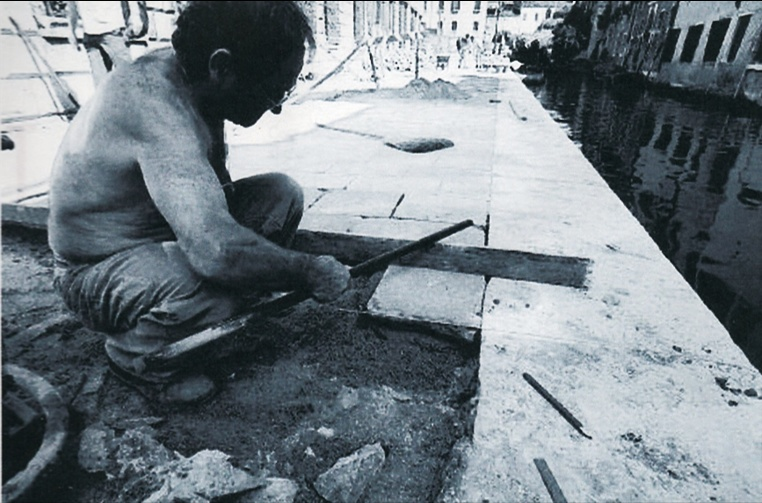
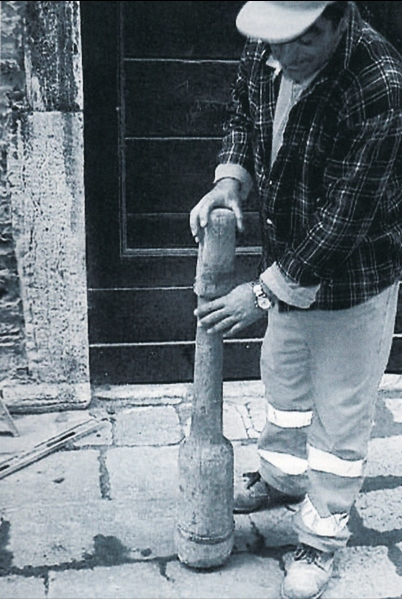
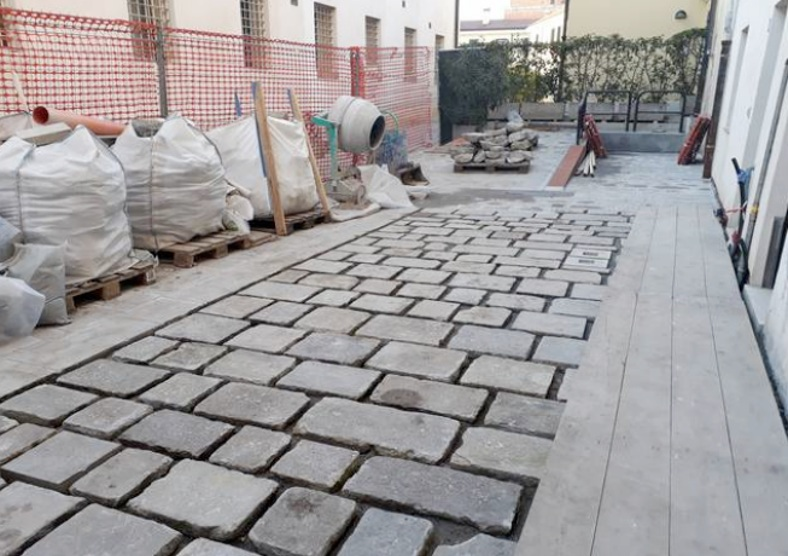
Masegni con fughe per guadagnare spazio

Questi blocchi di trachite di Monselice erano già utilizzati per la pavimentazione delle strade delle città di terraferma nella seconda metà del XVII furono introdotti anche in laguna per sostituire le vecchie pavimentazione in cotto. Sebbene lo Scamozzi cinquant'anni prima ne sconsigliasse l'uso e continuava a considerare preferibile il laterizio: 
[per Venezia invece consigliava]

latercoletti cotti assai minori de' loro ordinarij, e lunghi un palmo, e larghi per la metà, come usamo anco noi à selicar le Piazze, e le strade nella Città»
(Vincenzo Scamozzi, L'Idea dell'Architettura Universale, Venezia 1615, Parte II, Libro VIII, capitolo XXVI, p. 359; capitolo VIII, p. 330)
Prima di allora i masegni in trachite, o in pietra d'Istria, erano utilizzati soltanto per i lavori di fondazione o difesa dall'acqua. Sicuramente invece dei masegni di pietra d'Istria erano usati per le maistre, le liste che racchiudevano in quadrati i mattoni disposti a spina di pesce e piantati a nel terreno.
Indubbiamente l'introduzione dei masegni modificò l'aspetto della città, sostituendo il grigio neutro e freddo della trachite al caldo rossastro dei mattoni esaltato dalle liste bianche. Ne rimane qualche esempio isolato come i campi antistanti alla Chiesa della Madonna dell'Orto e alla Scuola vecchia della Misercordia, però falsificati nell'Ottocento dall'inserzione delle squadrature in trachite anziché in pietra d'Istria..
È comunque da rilevare che in alcuni rilevanti casi si ebbe la capacità di alternare la pietra d'Istria alla trachite non tanto per definire con delle strisce bianche le pertinenze delle proprietà o dei percorsi quanto per creare un ornamento con un complesso disegno. 
È il precoce caso del sagrato di San Giorgio maggiore col suo fitto intreccio di quadrati e ottagoni imitato nel 1730 dal Massari ai Gesuati o il più processionale disegno del Tirali realizzato tra il 1722 e il 1734 per la Piazza San Marco. Anche il sagrato della chiesa della Salute presenta dei disegni realizzati in pietra d'Istria.
Anche la città di Trieste è stata pavimentata in stile veneziano con i masegni, come pure Rovigno in Istria.